# نیروی دفاع ملی آفریقای جنوبی
نیروهای دفاع ملی آفریقای جنوبی (به انگلیسی: South African National Defence Force) نیروهای مسلح رسمی کشور آفریقای جنوبی هستند که وظیفهٔ دفاع از کشور را بر عهده دارند. فرمانده این نیرو توسط رئیس‌جمهور آفریقای جنوبی انتخاب می‌شود و مسئولیت ادارهٔ آن با وزارت دفاع آفریقای جنوبی است. این نیرو در سال ۱۹۹۴ میلادی پس از نخستین انتخابات دموکراتیک در آفریقای جنوبی تأسیس و جایگزین نیروهای دفاعی آفریقای جنوبی شد.